# Veritas Investment
Veritas Investment (Veritas Investment GmbH) ist eine Kapitalverwaltungsgesellschaft nach deutschem Recht mit Sitz in Frankfurt am Main.
Das Unternehmen verwaltet 11 offene Investmentfonds mit systematischen Investmentstrategien, die in insgesamt 23 Anteilklassen unterteilt sind. Unter den Anteilklassen befinden sich sowohl solche für Privatkunden, als auch für institutionelle Investoren und Vermögensverwalter. Die Summe der verwalteten Vermögen der offenen Publikumsfonds betrug Mitte Juni 2018 ca. 580 Mio. Euro.
Veritas Investment ist eine Tochtergesellschaft der Veritas Portfolio GmbH & Co. KG. Das insgesamt, zusammen mit der Schwestergesellschaft Veritas Institutional GmbH, verwaltete Vermögen der Veritas Gruppe beträgt ca. 7,6 Mrd. Euro.

## Unternehmensgeschichte
1991 wurde Veritas Investment unter dem Namen Veritas SGTR Investment Trust GmbH als Kapitalverwaltungsgesellschaft gegründet. Der erste, im selben Jahr aufgelegte Fonds „Veri-Valeur“ wird auch heute noch unter dem Namen Ve-RI Equities Europe (ISIN: DE0009763201) als europäischer Aktienfonds vertrieben. Die damalige Muttergesellschaft SG Asset Management gehörte zu Société Générale.
2007 brachte Veritas Investment den ersten ETF-Dachfonds in Deutschland heraus und gilt damit bis heute als Pionier der ETF-Dachfonds. 2008 wurde die Firma von Augur Capital übernommen und in Veritas Investment Trust GmbH umbenannt.
2012 wurde die Firma umbenannt in Veritas Investment GmbH. 2013 wurden im Rahmen einer Umstrukturierung einige Fonds geschlossen oder verschmolzen. Weiterhin wurde bei vielen Fonds die Strategie angepasst und das Risk@Work-Risikomanagement eingeführt.
2019 wurde Veritas von der Fondgesellschaft La Française übernommen, einer Tochtergesellschaft der französischen genossenschaftlichen Credit-Mutuel-Bankengruppe. Diese hatte bereits die Targobank in Deutschland übernommen.

## Veritas Institutional
Die Veritas Institutional GmbH ist eine Schwestergesellschaft der Veritas Investment GmbH mit Sitz in Hamburg. Bis April 2014 hieß sie Pall Mall Investment Management. Sie ist zuständig für den Vertrieb und das Portfolio-Management der nach Vorbild der Veritas Investment Fonds verwalteten Mandate und Spezialfonds institutioneller Kunden. Darüber hinaus unterstützt Veritas Institutional das Portfolio-Management der Veritas Investment unter anderem bei der Umsetzung der Risk@Work Strategie. Die Veritas Institutional GmbH verwaltet über 7 Mrd. Euro Vermögen institutioneller Kunden (Stand: Ende Dezember 2017).